# 今川菜緒
今川 菜緒（いまがわ なお、1996年〈平成8年〉12月28日 - ）は、日本のフリーアナウンサー。セント・フォース所属。

## 来歴
愛知県名古屋市出身。名古屋市立名東高等学校卒業。同志社大学商学部商学科卒業。
『ミス・キャンパスコレクション2016大阪』にて、ミス・キャンパスグランプリを受賞。
大学2年（2回生）から大阪のアナウンススクール『セイアカデミー』に通っていた。
2017年初夏には「ミスキャンパス同志社2017」へ出場。ファイナリストの1人に選ばれ、準グランプリとB.B.ON賞を受賞。9月3日に兵庫・ワールド記念ホールで行われた「MISS／MR COLLECTION 2017 in KOBE COLLECTION2017A／W」に出演。この日最も輝いていた大学生に選ばれた。
2019年4月に岡山放送へ入社。同期の北村麗とともに同局アナウンサーに就任。入社2年目から岡山放送の看板バラエティ番組『金バク!』のメインMCに抜擢。2022年には「おかやまマラソン2022」完走の経歴を持つ。2025年3月、6年間在籍した岡山放送を退社。4月、セント・フォースに所属。

## 担当番組

### フリーアナウンサー後の担当番組
- TBS NEWS（2025年5月 - ）

### 岡山放送時代の担当番組
- レッツダンス!みらいのとちゅう（2019年9月30日 - 2022年3月31日）
- ミルンへカモン! なんしょん?（2019年10月 - 2025年3月[10]）
- サン讃かがわPLUS（2019年10月 - ）
- 美作三温芸術温度（2019年11月10日）
- haremachi恋no ミカタ（2020年4月 - 2022年3月29日）
- 金バク!（2020年4月10日 - 2025年3月21日）
- ワンダフルたかまつNEXT（2020年4月- ）
- KOKOHORE ニッポン!!（2020年5月10日）
- BSわがまま!気まま!旅気分（2020年11月28日・2021年11月28日）
- FNN Live News days - ローカルパート
- FNN Live News イット! - 土曜・日曜版ローカルパート
- ぽかぽか「FNSおすすめジモTV」（フジテレビ、2023年1月23日）- ゲスト出演
- めざましテレビ（フジテレビ、2023年6月28日） - 中継
- FNS27時間テレビ「FNS逃走中」（フジテレビ、2023年7月23日）- 逃走者
- 旬感LIVE とれたてっ!「お茶の間直送！ニッポンとれたてっ市場」（関西テレビ、2023年12月4日） - 中継
- FNS明石家さんまの推しアナGP（フジテレビ、2024年4月20日） - VTR出演

## 出演CM

### 岡山放送時代の出演CM
- OHK社外モニター募集!（2019年8月）[11]
- 西日本旅客鉄道岡山支社（2020年2月）